# Iurkivka, Orihiv
Iurkivka (în ucraineană Юрківка) este o comună în raionul Orihiv, regiunea Zaporijjea, Ucraina, formată numai din satul de reședință.

## Demografie
Componența lingvistică a comunei Iurkivka
     Ucraineană (93,3%)
     Rusă (6,54%)
     Alte limbi (0,11%)
Conform recensământului din 2001, majoritatea populației comunei Iurkivka era vorbitoare de ucraineană (93,3%), existând în minoritate și vorbitori de rusă (6,54%).